# Myrteta
Myrteta is een geslacht van vlinders van de familie spanners (Geometridae), uit de onderfamilie Ennominae.

## Soorten
- M. angelica Butler, 1915
- M. argentaria Leech, 1897
- M. conspicua Warren, 1897
- M. cymodegma Prout, 1929
- M. fuscolineata Swinhoe, 1894
- M. interferenda Wehrli, 1939
- M. leroyi Fletcher, 1958
- M. luteifrons Swinhoe
- M. minor West, 1929
- M. moupinaria Oberthür, 1911
- M. obliqua Hampson, 1893
- M. ocernaria Swinhoe, 1893
- M. opalescens West, 1929
- M. parallelaria Warren, 1902
- M. planaria Walker, 1861
- M. punctata Warren, 1894
- M. sericea Butler, 1881
- M. similaria Swinhoe, 1915
- M. simpliciata Moore, 1867
- M. sinensaria Leech, 1897
- M. subpunctata Warren, 1893
- M. subvitrea Hampson, 1895
- M. tinagmaria Guenée, 1857
- M. tripunctaria Leech, 1897
- M. unio Oberthür, 1880
- M. unipuncta Warren, 1893